# 천소라
천소라는 대한민국의 배우이다.

## 출연작

### 영화
- 영화 《커터》 (2015년)
- 영화 《시간이탈자》 (2016년)
- 영화 《마차 타고 고래고래》 (2017년)
- 단편영화 《쇼피알》 (2019년)

### 드라마
- 《갑동이》 (2014년, tvN) - 삼화악기의 직원 역
- 《나쁜 녀석들》 (2014년, OCN) - 인질녀 역
- 《오만과 편견》 (2014년~2015년, MBC) - 여사무원 1 역
- 《킬미힐미》 (2015년, MBC) - 화장품 매장직원 역
- 《용팔이》 (2015년, SBS)
- 《죽어도 좋아》(2018년, KBS2)
- 《환상의 타이밍》 (2019년, KBC) - 한정림 역
- 《낭만닥터 김사부 2》 (2020년, SBS) - 박민국 간호사 역
- 《사이코지만 괜찮아》 (2020년, tvN) - 상상이상 출판사 직원 역
- 《지금, 헤어지는 중입니다》 (2021년, SBS) - 김비서 역

### 연극
- 《말괄량이 길들이기》 (2005년) - 비앵커 역
- 《셜록홈즈》 (2017년) - 애슐리 더글라스 역